# Episteme maculatrix
Episteme maculatrix là một loài bướm đêm trong họ Noctuidae.